# Chris Woodruff
Pour les articles homonymes, voir Woodruff.
Christopher Woodruff, né le 2 janvier 1973 à Knoxville, est un joueur de tennis professionnel américain.
Sa plus belle performance est son titre au Masters du Canada.

## Carrière
Ses premiers succès ont lieu sur le circuit secondaire à Aruba en 1995 et Heilbronn en 1996. Cette année-là, après une finale à Philadelphie en février et Coral Springs début mai, il bat Andre Agassi alors no 3 mondial au troisième tour à Roland Garros (4-6, 6-4, 67-7, 6-3, 6-2). Il est aussi finaliste en double à Stockholm et Washington.
En 1997, il bat son premier top 10 à Scottdale (Carlos Moyà no 10 ; 7-68, 5-7, 6-3) et réitère la semaine suivante à Indian Wells (Thomas Enqvist no 8 ; 6-4, 6-4). Puis alors classé 57e joueur mondial, il remporte le Masters du Canada en battant successivement sur son parcours :
- Jocelyn Robichaud no 564 (7-67, 6-3) ;
- Jan Siemerink no 35 (tête de série no 16) (6-74, 7-5, 7-62) ;
- Goran Ivanišević no 3 (tête de série no 2) (7-66, 6-2) ;
- Mark Philippoussis no 14 (tête de série no 7) (6-4, 6-4) ;
- Ievgueni Kafelnikov no 7 (tête de série no 4) (5-7, 7-5, 6-3) ;
- Gustavo Kuerten no 13 (tête de série no 6) (7-5, 4-6, 6-3).

Opéré d'une double hernie fin 1997, il est ensuite victime d'une entorse au genou gauche en jouant au football et subit une chirurgie arthroscopique en janvier 1998. Il ne joue qu'un tournoi cette année à Indian Wells et perd au premier tour contre Thomas Muster.
En 1999, il n'est classé que 550e mondial quand il atteint les demi-finales du Masters d'Indian Wells, au cours duquel il bat Tim Henman no 7 mondial (6-1, 1-6, 7-5) en quart de finale et échoue ensuite contre Mark Philippoussis (6-1, 6-2). En mai, au premier tour du Masters de Rome, il n'est pas loin de battre le no 1 mondial Ievgueni Kafelnikov (7-61, 5-7, 6-4). En juillet, il remporte le tournoi sur gazon de Newport contre Kenneth Carlsen (65-7, 6-4, 6-4), mais échoue dans la finale du double. Sur la moquette de Lyon, il accroche un top 10 de plus à son palmarès, Àlex Corretja no 10 (7-5, 7-60).
Début 2000, il atteint les quarts de finale en tournoi du Grand Chelem à l'Open d'Australie, mais perd face à Pete Sampras après avoir battu Tim Henman en cinq sets. Il joue deux rencontres de Coupe Davis : deux simples contre le Zimbabwe au premier tour et le double en demi-finale du Groupe Mondial face à l'Espagne.
En février 2001, il élimine Pete Sampras no 3 mondial (7-64, 6-2) au tournoi de Memphis. Il met un terme à sa carrière en mars 2002 après un tournoi Challenger à North Miami Beach.
En 2017, il devient entraîneur principal de la section tennis de l'Université du Tennessee.

## Palmarès

### Titres en simple messieurs
| No | Date       | Nom et lieu du tournoi                               | Catégorie   | Dotation    | Surface      | Finaliste       | Score          |  |
| -- | ---------- | ---------------------------------------------------- | ----------- | ----------- | ------------ | --------------- | -------------- |  |
| 1  | 28-07-1997 | du Maurier Open, Montréal                            | Super 9     | 2 050 000 $ | Dur (ext.)   | Gustavo Kuerten | 7-5, 4-6, 6-3  |  |
| 2  | 05-07-1999 | Miller Lite Hall of Fame Championships, Newport (RI) | Int' Series | 295 000 $   | Gazon (ext.) | Kenneth Carlsen | 65-7, 6-4, 6-4 |  |

### Finales en simple messieurs
| No | Date       | Nom et lieu du tournoi                                | Catégorie           | Dotation  | Surface         | Vainqueur         | Score         |  |
| -- | ---------- | ----------------------------------------------------- | ------------------- | --------- | --------------- | ----------------- | ------------- |  |
| 1  | 26-02-1996 | Comcast U.S. Indoor, Philadelphie                     | Championship Series | 589 250 $ | Moquette (int.) | Jim Courier       | 6-4, 6-3      |  |
| 2  | 13-05-1996 | America's Red Clay Tennis Championship, Coral Springs | World Series        | 245 000 $ | Terre (ext.)    | Jason Stoltenberg | 7-6, 2-6, 7-5 |  |

### Finales en double messieurs
| No | Date       | Nom et lieu du tournoi                              | Catégorie           | Dotation  | Surface      | Vainqueurs                       | Partenaire      | Score         |  |
| -- | ---------- | --------------------------------------------------- | ------------------- | --------- | ------------ | -------------------------------- | --------------- | ------------- |  |
| 1  | 15-07-1996 | Legg Mason Tennis Classic Washington                | Championship Series | 550 000 $ | Dur (ext.)   | Grant Connell Scott Davis        | Doug Flach      | 7-6, 3-6, 6-3 |  |
| 2  | 04-11-1996 | Stockholm Open Stockholm                            | World Series        | 800 000 $ | Dur (int.)   | Patrick Galbraith Jonathan Stark | Todd Martin     | 7-6, 6-4      |  |
| 3  | 05-07-1999 | Miller Lite Hall of Fame Championships Newport (RI) | Int' Series         | 295 000 $ | Gazon (ext.) | Wayne Arthurs Leander Paes       | Sargis Sargsian | 6-7, 7-6, 6-3 |  |

## Parcours dans les tournois duGrand Chelem

### En simple
| Année | Open d'Australie | Open d'Australie | Internationaux de France | Internationaux de France | Wimbledon       | Wimbledon      | US Open         | US Open       |
| ----- | ---------------- | ---------------- | ------------------------ | ------------------------ | --------------- | -------------- | --------------- | ------------- |
| 1993  | —                | —                | —                        | —                        | —               | —              | 1er tour (1/64) | C. Adams      |
| 1994  | —                | —                | —                        | —                        | —               | —              | —               | —             |
| 1995  | —                | —                | —                        | —                        | —               | —              | 1er tour (1/64) | T. Woodbridge |
| 1996  | —                | —                | 3e tour (1/16)           | J. Björkman              | 1er tour (1/64) | S. Pescosolido | 1er tour (1/64) | J. Krošlák    |
| 1997  | 3e tour (1/16)   | G. Ivanišević    | 3e tour (1/16)           | G. Blanco                | 1er tour (1/64) | S. Stolle      | 2e tour (1/32)  | S. Sargsian   |
| 1998  | —                | —                | —                        | —                        | —               | —              | —               | —             |
| 1999  | —                | —                | 3e tour (1/16)           | A. Agassi                | 2e tour (1/32)  | T. Henman      | 3e tour (1/16)  | G. Rusedski   |
| 2000  | 1/4 de finale    | P. Sampras       | 1er tour (1/64)          | H. Arazi                 | 1er tour (1/64) | G. Kuerten     | 2e tour (1/32)  | T. Enqvist    |
| 2001  | 3e tour (1/16)   | I. Kafelnikov    | 1er tour (1/64)          | A. Montañés              | 2e tour (1/32)  | M. Larsson     | 2e tour (1/32)  | H. Arazi      |

N.B. : à droite du résultat se trouve le nom de l'ultime adversaire.

### En double
| Année | Open d'Australie             | Open d'Australie       | Internationaux de France | Internationaux de France | Wimbledon                    | Wimbledon                | US Open                      | US Open                    |
| ----- | ---------------------------- | ---------------------- | ------------------------ | ------------------------ | ---------------------------- | ------------------------ | ---------------------------- | -------------------------- |
| 1993  | —                            | —                      | —                        | —                        | —                            | —                        | 1er tour (1/32) T. Ho        | B. Black B. Steven         |
| 1994  | —                            | —                      | —                        | —                        | —                            | —                        | —                            | —                          |
| 1995  | —                            | —                      | —                        | —                        | —                            | —                        | 1er tour (1/32) M. Merklein  | L. Jensen M. Jensen        |
| 1996  | —                            | —                      | 2e tour (1/16) K. Jones  | I. Kafelnikov D. Vacek   | —                            | —                        | 2e tour (1/16) K. Jones      | G. Forget J. Hlasek        |
| 1997  | 1/8 de finale K. Kinnear     | J. Eltingh P. Haarhuis | 1er tour (1/32) M. Keil  | L. Jensen M. Jensen      | 1er tour (1/32) T. Middleton | E. Ferreira P. Galbraith | 2e tour (1/16) J. Gimelstob  | T. Kronemann D. Macpherson |
| 1998  | —                            | —                      | —                        | —                        | —                            | —                        | —                            | —                          |
| 1999  | —                            | —                      | —                        | —                        | —                            | —                        | 1er tour (1/32) P. Goldstein | N. Godwin M. Ondruska      |
| 2000  | —                            | —                      | —                        | —                        | —                            | —                        | 2e tour (1/16) P. Goldstein  | N. Kulti M. Tillström      |
| 2001  | 1er tour (1/32) P. Goldstein | J.-M. Gambill J. Stark | —                        | —                        | —                            | —                        | 1er tour (1/32) M. Russell   | P. Haarhuis S. Schalken    |

N.B. : le nom du ou de la partenaire se trouve sous le résultat ; le nom des ultimes adversaires se trouve à droite.

## Parcours dans lesMasters 1000
| Année | Indian Wells                | Miami                 | Monte-Carlo         | Rome                   | Hambourg            | Canada                 | Cincinnati                  | Stuttgart           | Paris              |
| ----- | --------------------------- | --------------------- | ------------------- | ---------------------- | ------------------- | ---------------------- | --------------------------- | ------------------- | ------------------ |
| 1996  | —                           | 1er tour B. Karbacher | —                   | —                      | —                   | 2e tour T. Henman      | 1/8 de finale I. Kafelnikov | —                   | —                  |
| 1997  | 1/8 de finale J. Björkman   | 3e tour D. Hrbatý     | —                   | 2e tour K. Alami       | —                   | Victoire G. Kuerten    | 2e tour I. Kafelnikov       | 2e tour P. Korda    | 1er tour M. Norman |
| 1998  | 1er tour T. Muster          | —                     | —                   | —                      | —                   | —                      | —                           | —                   | —                  |
| 1999  | 1/2 finale M. Philippoussis | 1er tour A. Pavel     | —                   | 1er tour I. Kafelnikov | —                   | 1er tour K. Ullyett    | 1/8 de finale I. Kafelnikov | 2e tour R. Krajicek | —                  |
| 2000  | 1er tour M. Philippoussis   | 1er tour A. Clément   | 1er tour J. Golmard | 1er tour C. Pioline    | 1er tour P. Sampras | 1er tour P. Srichaphan | 2e tour I. Kafelnikov       | —                   | 2e tour G. Kuerten |
| 2001  | 1er tour F. Vicente         | 2e tour T. Johansson  | —                   | —                      | —                   | 1er tour T. Johansson  | 1er tour T. Haas            | —                   | —                  |

N.B. : sous le résultat se trouve le nom de l’ultime adversaire.